# La colmena (novel·la)
La colmena és una novel·la de Camilo José Cela, editada a Buenos Aires el 1951.

## Publicació i anàlisi
No es va poder publicar a Espanya fins a l'any 1955, per oposició de la censura franquista, malgrat que l'autor era un protegit de Juan Aparicio, influent polític en el règim. El nomenament de Manuel Fraga i la insistència de l'autor van comportar l'autorització de la primera edició espanyola d'una novel·la que seria inclosa a la llista de les 100 millors novel·les en espanyol del segle XX del diari El Mundo.
L'estructura externa està formada per sis capítols i un epíleg. Cada capítol consta d'un nombre variable de seqüències de curta extensió, que desenvolupen episodis que estan barrejats amb altres que es produeixen simultàniament. D'aquesta manera, l'argument es trenca en multitud de petites anècdotes. El que és important és la suma de les mateixes, que conforma un conjunt de vides creuades, com les cel·les d'un rusc.
El marc espaciotemporal és molt precís: Madrid a l'hivern de l'any 1942, en plena postguerra. La història es basa en un espai novel·lesc reduït però amb força personatges que intervenen poc en el transcurs de l'obra i donen una visió social coral. Dentre els gairebé tres-cents personatges que apareixen, escassegen tant els de les classes més acomodades com els de la classe obrera i sectors marginats, predominant la classe mitjana baixa, la petita burgesia vinguda a menys, les il·lusions i projectes de futur de les quals són enganyosos i les mirades «no descobreixen mai horitzons nous», en una vida relatada com un «matí eternament repetit». La novel·la apareix com a primera part d'una sèrie que havia de portar el títol de «Camins incerts».
La voluntat de reflectir amb exactitud la realitat no suposa la neutralitat absoluta de l'autor, que intervé de dues formes contradictòries. En la majoria dels casos, utilitza la tècnica objectivista, és a dir, es limita a mostrar, a descriure des de fora, sense penetrar a l'interior dels personatges. Altres vegades, però, adopta una actitud omniscient i comenta amb ironia les actituds dels personatges.

## Estil
L'estil de La colmena presenta una aparença d'espontaneïtat que amaga un treball acurat de perfeccionament. La prosa conté efectes rítmics, paral·lelismes, repeticions. Hi predomina el to tallat, brusc i directe, però de vegades s'obren pas fragments lírics, que suggereixen els inicis poètics de l'escriptor. A La colmena els components temporal (tres dies) i espacial (una ciutat) són molt reduïts, això fa que els elements que componen la intriga (esdeveniments, episodis, etc.) quedin supeditats als elements del comentari (valoració subjectiva). Hi ha, per tant, un predomini del discurs.

## La colmenai la narrativa posterior a la Guerra Civil
Publicada el 1951, alguns crítics han valorat l'obra com a exemple de les noves perspectives de la novel·la espanyola, com a fusió de dues tradicions literàries:
- La tradició realista remoçada per Pío Baroja amb les seves novel·les obertes i amb ampli repertori de personatges.

- La renovació formal del gènere que es realitzava des de principis del segle xx i que arribarà a Cela a través de diferents corrents: per una banda els novel·listes espanyols anteriors a la Guerra Civil (la novel·la del 98, sobretot Valle-Inclán, i la novel·la noucentista, sobretot Ramón Pérez d'Ayala), i de l'altra, la novel·la renovadora europea i americana (James Joyce, Marcel Proust, William Faulkner, John Dos Passos). De fet La colmena s'assembla molt formalment a Manhattan Transfer, de Dos Passos.[2]

La novel·la de Cela presenta una sèrie de trets que li permet enllaçar amb les dues tradicions esmentades:
- És una de les primeres novel·les de postguerra que s'enfronta amb la realitat de la societat espanyola amb la intenció de denunciar-la. Aquest fet la posa en relació amb Jean Paul Sartre i la novel·la social que es fa a Europa a la dècada dels 50.
- Recull influències dels novel·listes espanyols anteriors a la Guerra Civil:
  - Baroja: «La novel·la ha de reflectir la vida».
  - Valle-Inclán: Personatge col·lectiu, tècniques deformadores de la realitat.
  - La seva visió humorística de la vida enllaça amb l'obra de Ramon Gómez de la Serna i Wenceslao Fernández Flórez.

- Incorpora tècniques renovadores pròpies de la novel·la occidental contemporània:
  - Objectivisme de la Generació Perduda nord-americana.
  - Realisme crític: no només presentar la realitat, sinó també explicar-la i denunciar-la (Faulkner).
  - Complexitat estructural i temàtica: Joyce, Proust, Thomas Mann, Aldous Huxley.
  - Actualització de vells motius de la tradició literària espanyola.
  - De la novel·la picaresca utilitza la moral de la supervivència i la visió social dominada per la insolidaritat.
  - El tractament del sexe, que la posa en relació amb el Libro de buen amor i La Celestina.

Alguns estudis crítics proposen que aquest conjunt de suposades innovacions apreciades a la novel·la de Cela influirien en els novel·listes de l'anomenada 'generació del 50'.

## Passatges censurats i autocensurats
La colmena va ser examinat per la censura civil i l'eclesiàstica. De la primera es va encarregar el poeta Leopoldo Panero, que va aconsellar-ne la publicació, "si l'autor atenuava certes escenes" i de la segona el capellà Andrés de Lucas Casla, que va fer un informe molt crític i desfavorable que va prevaldre ("Ataca el dogma" o la moral? Sí. Ataca al règim? No. Valor literari? Escàs"); per això l'obra va haver d'imprimir-se a Buenos Aires el 1951 amb alguns passatges censurats pel peronisme. Després es va poder publicar a Espanya el 1955 sense passatges censurats ja el 1951 per l'autor, sobretot de contingut sexual explícit i escabrós; això es coneix per un manuscrit que va pertànyer a l'hispanista Noël Salomon i va rescatar la seva filla, Annie Salomon. El manuscrit incòlum és part de la còpia que l'escriptor va presentar a la censura el 1946 amb la intenció de cedir l'original a F. Maristany d'Edicions el Zodíac per publicar-lo. Actualment (desembre de 2015) es projecta una edició crítica íntegra que inclogui com a apèndix aquests passatges omesos.

Encara que l'esbós de la novel·la podria datar del 44, Cela va escriure:
Este libro lo empecé en Madrid, en el año 1945, y lo medio rematé en Cebreros, en el verano del 48; es evidente que después volví sobre él (de ahí su fecha 1945-1950), corrigiendo y puliendo y sobando, quitando aquí, poniendo allá y sufriendo siempre, pero la novela bien hubiera podido quedar redonda en el trance al que ahora me refiero. Antes, en 1946, empezó mi lucha con la censura, guerra en la que perdí todas las batallas menos la última.
L'autocensura és observable, per exemple, en una novel·la on tants personatges hi ha, en l'absència dels eclesiàstics, d'altra banda tan presents en la vida de l'època. Aleshores, és clar, ni es plantejava a causa de la mateixa censura eclesiàstica. D'altra banda s'exclou també qualsevol representant, fins i tot mínim, del poder oficial franquista.